# Julien Vanverts
Julien Louis Joseph Vanverts, né le 10 novembre 1870 et mort le 10 mai 1954 à Lille (Nord), est un chirurgien et obstétricien, professeur à la faculté de médecine de l'université de Lille.

## Biographie

### Un grand patron de Lille
Fils d'un pharmacien lillois, il suit ses études au Lycée de Lille, puis à la Faculté de Médecine de Lille et fait son internat à la Faculté de Médecine de Paris (reçu en 1894).
Il fait toute sa carrière à Lille : chef de clinique obstétricale dès 1902 et professeur agrégé de chirurgie (à compter de 1919) à la Faculté de Médecine et de Pharmacie de l'université de Lille. 
Il se signale par son dévouement et son efficacité pour le traitement des épidémies durant la grande guerre.
Il est membre correspondant de la Société de Chirurgie de Paris, associé étranger de la Société belge de Chirurgie (depuis 1905) et membre correspondant de l'Académie nationale de médecine (depuis 1919). 

### Syndicalisme
Très attaché à la défense des intérêts et des droits des praticiens, il fut élu Président de la Fédération des Syndicats médicaux du Nord (1920-1940), Président de la Fédération Nationale des Syndicats médicaux français et Vice-Président de la Confédération des Syndicats Médicaux français.
Il est aussi Médecin Conseil régional de la Sécurité Sociale (1940-1949) et membre correspondant de la Société belge de Chirurgie, de la Société de Chirurgie de Bucarest, de la Société internationale de Chirurgie.

### Un pionnier de la Langue internationale
Espérantiste convaincu, puisqu’il devient vice-président de la Société française pour la propagation de l'Espéranto, le Dr Vanverts anime de nombreuses conférences de médecine en langue internationale espéranto.
Il est aussi président de l'association mondiale des médecins espérantistes (aujourd’hui association mondiale de médecine en espéranto (eo)).

### Violon d'Ingres
Le docteur Vanverts est aussi connu à Lille comme pianiste (et violoniste) virtuose ; doué d'une excellente mémoire musicale, il est capable (et ne s'en privait pas), après avoir assisté à un concert, de rejouer de mémoire au piano l'ensemble de l'œuvre qu'il venait d'écouter.

## Œuvres
Auteur de nombreux articles et ouvrages de chirurgie et de gynécologie, dont :
- De la splénectomie – thèse de doctorat (1897)
- L’appendicite (avec Charles Monod) (1898)
- Du traitement des abcès pelviens d'origine appendiculaire (avec Charles Monod) (1898)
- Du diagnostic différentiel de l'étranglement interne (1899) p
- Titres et travaux (1904)
- Traité de technique opératoire (avec Charles Monod) (1900)
- Chirurgie des artères (avec Charles Monod) (1909)
- Travaux de chirurgie (1909)
- Manuel de chirurgie des artères (avec Charles Monod) (1909)
- L’anastomose artério-veineuse (avec Charles Monod) (1910)
- De la confusion des rôles du médecin-expert et du médecin-traitant dans la Loi sur les accidents du travail – Incompatibilité de ces rôles (avec P. Levallois) (1910)
- Le traitement conservateur des anévrismes et des hématomes (avec Charles Monod) (1911)
- De l’anévrismorraphie (avec Charles Monod) (1912)
- Les phlébites puerpérales (avec C. Jeannin et H-R. Paucot) (1912)
- Tumeurs de l’ovaire et grossesse (avec Ch. Puech) (1913)
- Traitement des tumeurs de l’ovaire au cours de la grossesse (avec Ch. Puech) (1914)
- Formulaire, consultations chirurgicales et médicales (avec Georges Lemoine, Ernest Gérard et Emmanuel Doumer) (1921)
- Manuel d’obstétrique et d’hygiène de la première enfance (avec H-R. Paucot) (1923)
- Guide professionnel du médecin (1926)
- La réforme de l’enseignement médical (1932)
- Manuel de médecine sociale (avec G. Marguerit) (1939)
- Le nouveau-né : précis d’hygiène de la première enfance à l’usage des mères (avec R. Palliez) (1944)
- Précis de puériculture à l’usage des étudiants en médecine (avec R. Palliez) (1946)
- La France de demain (1945)

## Distinctions
- Lauréat de la Faculté de Médecine de Paris (médaille d'argent)
- Lauréat des Hôpitaux de Paris (médaille d'argent de l'internat)
- Lauréat de la Société de Chirurgie de Paris (Prix Marjolin-Duval - Prix Demarquay)
- Lauréat de la Société des Sciences de Lille (Médaille d'or (Prix du Département - Grand prix Wicar) - 1912)
- Lauréat de l'Académie de Médecine (Prix Tarnier 1913)
- Médaille d'or des Assurances Sociales
- Médaille de vermeil des Épidémies
- Officier de la Légion d'Honneur (1951)[4]
- Officier de l'Instruction publique
- Officier du Nicham Iftikar
- Officier de l'Ordre de Vasa

## Sources
- Archives de l'AAIHP
- Bulletin du Conseil de l'Ordre des Médecins, avril 1954
- Qui êtes-vous? Annuaire des contemporains - Notice biographique sur Julien Vanverts, 1924

## Liens Externes
- Ressource relative à la santé :   - Bibliothèque interuniversitaire de santé
- Ressource relative à la recherche :   - La France savante
- Ressource relative à la vie publique :   - base Léonore
- Notices d'autorité :   - VIAF
  - ISNI
  - BnF (données)
  - IdRef
  - Italie
  - Pays-Bas
  - NUKAT